# Table iliaque

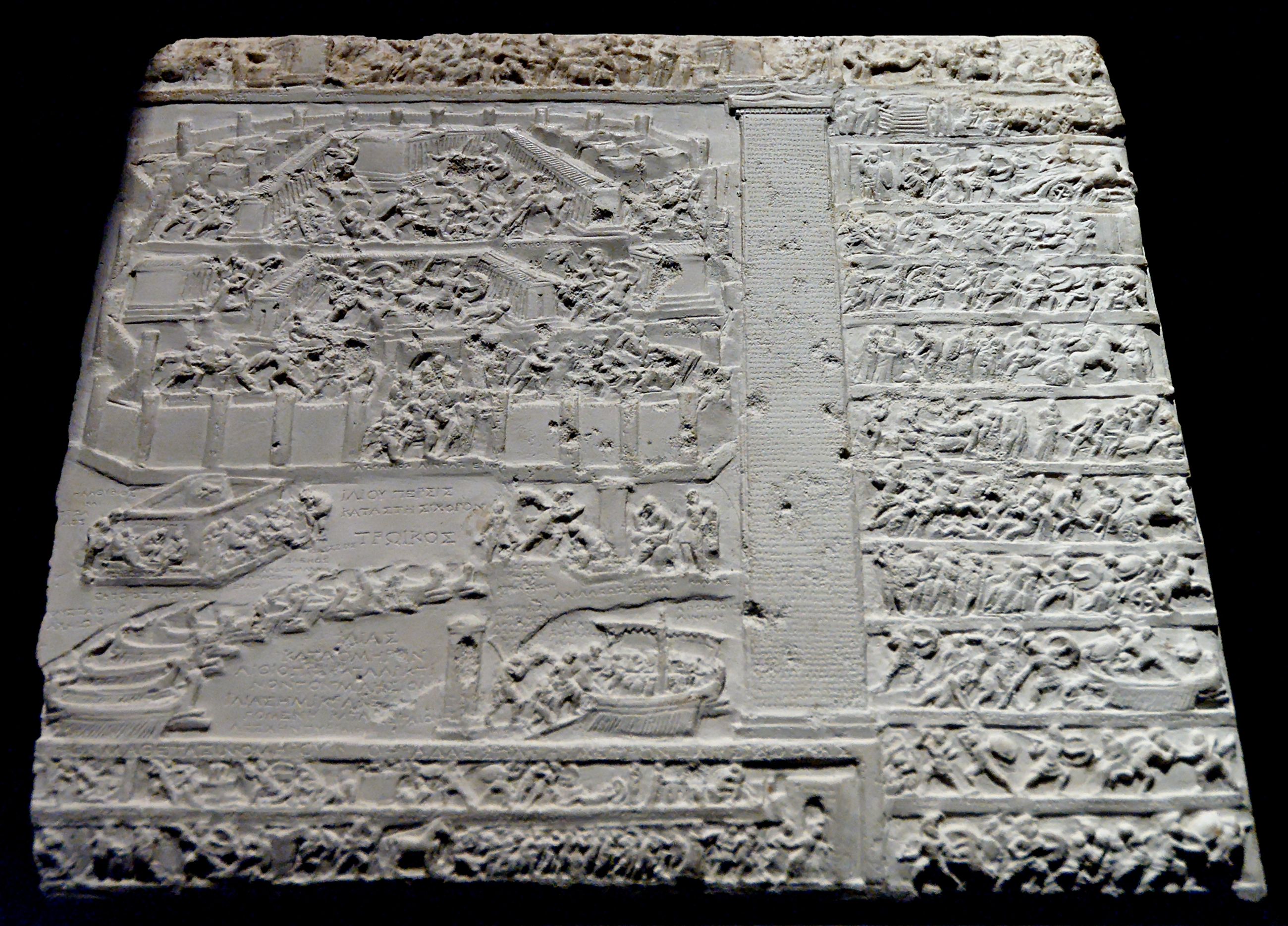
Tabula Iliaca Capitolina, la table iliaque du Capitole, Ier siècle av. J.-C. La tablette, faite en calcaire, montre des scènes de l’Ilioupersis, de l’Iliade, de la Petite Iliade et de l’Éthiopide. Palazzo Nuovo, Musées du Capitole, Rome (Italie).

Une table iliaque est un type de pinax (tablette en pierre) sculptée romaine, produite entre le règne de l'empereur Auguste et la fin de la dynastie des Antonins (probablement vers 15 av. J.-C.. Elle présente des bas-reliefs de scènes de l’Iliade (d'où l'adjectif « iliaque ») mais aussi d'autres épopées du cycle troyen, et aussi de l’Énéide de Virgile. Les scènes ont été sculptées dans la région de Rome. Elles sont de petites dimensions : la plus grande connue, dite Tabula Capitolina, mesure 25 cm de haut et 42 cm de large.
Le panneau central illustre l'Ilioupersis. On y voit, entre autres, Énée qui s'enfuit de Troie, portant son père Anchise sur ses épaules, et tenant par la main son fils Ascagne.